# Gran Premio del Canada 2024
Il Gran Premio del Canada 2024 è stata la nona prova della stagione 2024 del campionato mondiale di Formula 1. La gara si è tenuta domenica 9 giugno sul circuito Gilles Villeneuve di Montréal ed è stata vinta dall'olandese Max Verstappen su Red Bull Racing-Honda RBPT, al sessantesimo successo in carriera; Verstappen ha preceduto all'arrivo il britannico Lando Norris su McLaren-Mercedes e il connazionale George Russell su Mercedes.
All'intero weekend di gara hanno assistito 350 000 spettatori, allora nuovo record per il Gran Premio del Canada sul circuito Gilles Villeneuve. Il precedente primato apparteneva all'edizione del 2023, caratterizzata da una presenza di 345 000 spettatori nel fine settimana.

## Vigilia

### Aspetti tecnici
Per questo Gran Premio la Pirelli, fornitore unico degli pneumatici, offre la scelta tra gomme di mescola C3, C4 e C5, la tipologia di mescole più morbide che caratterizzano l'intera gamma messa a disposizione dall'azienda fornitrice degli pneumatici. Fin dall'edizione 2019 del Gran Premio, la Pirelli ha sempre stabilito la stessa tipologia di pneumatici per questo appuntamento alla luce della bassa abrasività e del ridotto grip del tracciato. Essa viene stabilita per la quarta volta in stagione, nonché terza consecutiva dopo i precedenti Gran Premi dell'Emilia-Romagna e di Monaco. Prima di questo appuntamento, la Pirelli stabilisce la tipologia di pneumatici per i successivi Gran Premi di Spagna, Austria e Gran Bretagna.
La Federazione conferma le tre zone del Drag Reduction System in uso dall'edizione del 2018 della gara quando l'organo mondiale dell'automobilismo decise di aumentare sul circuito di Montréal a tre i tratti in cui utilizzare il dispositivo mobile, dopo le due precedenti zone utilizzate nel 2011, stagione in cui il dispositivo fu introdotto nella categoria, e dal 2013 al 2017, al fine di favorire i sorpassi. I piloti possono attivare l'ala mobile posteriore sul rettilineo principale dei box e sul rettilineo compreso tra la curva 12 e la curva 13, con un unico punto di determinazione del distacco tra i piloti, posto dopo la curva 9, e tra le curve 7 e 8, il nuovo tratto aggiuntivo introdotto in seguito, con punto per la determinazione del distacco fra piloti posto dopo la curva 5. Per la sola edizione del 2012, la zona DRS sul rettilineo principale fu abolita. Il circuito di Montréal fu il primo della storia della categoria nel quale l'uso del DRS fu consentito in due sezioni della pista, in condizioni di gara. Il detection point e il punto di attivazione del dispositivo mobile hanno subito delle modifiche nelle varie edizioni della gara sin dall'introduzione in Formula 1. Nel 2011 il detection point fu stabilito dopo la curva 10, mentre dal 2015 è stabilito dopo la curva 9. Il punto di attivazione per la zona del rettilineo del Casino è variato nel corso delle stagioni, venendo spostato prima avanti e poi indietro.
Rispetto all'edizione del 2023, il circuito è caratterizzato da alcune modifiche. La pista è stata completamente riasfaltata. Tutti i cordoli sono stati sostituiti con dei nuovi con le stesse specifiche. La superficie del tracciato tra la curva 7 e la curva 8 è stata abbassata per aumentare la distanza tra la pista e il ponte ad un minimo di quattro metri. L'apertura prima della curva 2 sul lato sinistro all'uscita dei box è stata spostata qualche metro più avanti. La strada di accesso alle curve 5 e 7 è stata asfaltata. La via di fuga alla curva 8 è stata ricostruita con asfalto ed erba e i muri sono stati riallineati. Il cemento erboso dietro il cordolo alle curve 1, 3 e 6 è stato sostituito con cemento. Tutti i muri sono stati riallineati per garantire un'altezza di un metro. I muri all'uscita della corsia dei box sul lato sinistro sono stati riallineati. Il muro di recinzione sul lato sinistro dopo la curva 11 è stato aumentato a 3,5 metri di altezza. Tutti i pulsanti della direzione gara hanno un'altezza minima di 2,5 metri. La linea bianca tra la curva 2 e la curva 3 sul lato sinistro è stata spostata più vicino al muro di 1,8 metri, così come quella tra la curva 7 e la curva 8. La Federazione stabilisce alla curva 9 e alla curva 14 che qualsiasi pilota che transita alla sinistra del cordolo arancione posto all'apice delle due curve, deve tenersi completamente a sinistra dell'indicazione arancione posizionata all'uscita di entrambe le curve, e ricongiungersi al tracciato all'estremità della via di fuga in asfalto. Qualsiasi pilota che non percorre correttamente la curva 1, deve rientrare in pista all'estremità dell'asfalto nella via di fuga all'ingresso della curva 2.
La Federazione rende noto che al termine della gara del precedente Gran Premio di Monaco, tra le prime dieci vetture classificate è stata sorteggiata la McLaren di Lando Norris per le verifiche tecniche. Le ispezioni hanno riguardato il sistema di alimentazione a bassa pressione e la sua conformità con gli articoli 5.11 e 6 del regolamento tecnico. Ulteriori ispezioni del sistema di alimentazione sono state effettuate presso il centro tecnico della Federazione a Valleiry, in Francia. Tutti i componenti ispezionati sono risultati essere conformi al regolamento tecnico.
Prima dell'inizio della prima sessione di prove libere del venerdì, sulla vettura di Lewis Hamilton viene installata la terza scatola del cambio e la terza trasmissione. Sulla vettura di Esteban Ocon la seconda scatola del cambio e la seconda trasmissione. Entrambi i piloti non sono penalizzati sulla griglia di partenza in quanto i nuovi componenti installati rientrano tra quelli utilizzabili nel numero massimo stabilito dal regolamento tecnico. Sulla vettura di Max Verstappen, Sergio Pérez, Hamilton, Ocon, Pierre Gasly, Alexander Albon, Daniel Ricciardo e Yuki Tsunoda viene installata la terza unità relativa al motore a combustione interna, al turbocompressore, all'MGU-H e all'MGU-K. Sulla vettura di Charles Leclerc, Carlos Sainz Jr. e Oscar Piastri viene installata la seconda unità relativa al sistema di recupero dell'energia e all'unità di controllo elettronico. Sulla vettura di Valtteri Bottas la seconda unità relativa al sistema di recupero dell'energia. Sulla vettura di Hamilton e Albon viene installata la terza unità relativa all'impianto di scarico, sulla vettura di Verstappen, Pérez, Gasly, Ricciardo e Tsunoda la quarta unità, e sulla vettura di Ocon la quinta unità dello stesso componente. Tutti i piloti non sono penalizzati sulla griglia di partenza in quanto i nuovi componenti installati rientrano tra quelli utilizzabili nel numero massimo stabilito dal regolamento tecnico. Prima delle qualifiche, la direzione gara rende noto che nelle prove ufficiali i piloti devono lasciar spazio alle vetture più veloci tra la curva 12 e la curva 13, allontanandosi chiaramente dalla traiettoria e procedendo sul lato destro del tracciato.

### Aspetti sportivi
Il Gran Premio rappresenta il nono appuntamento stagionale a distanza di due settimane dalla disputa del Gran Premio di Monaco, ottava gara del campionato. Dopo che il mondiale è andato in scena ancora in Europa con il secondo appuntamento della stagione, consecutivo, nel vecchio continente, esso effettua la seconda trasferta oltreoceano prevista in campionato, dopo la tenuta del Gran Premio di Miami a inizio maggio. Il Gran Premio è la prima di tre prove totali calendarizzate nel mese di giugno e la seconda prova su cinque totali della stagione previste in America del Nord. La gara viene disputata in questo mese ininterrottamente dall'edizione del 1982. In questa stagione il Gran Premio del Canada e quello di Spagna vengono invertiti. L'appuntamento di Montréal viene disputato prima della gara spagnola per la prima volta dal 1991 quando la gara a Barcellona si tenne nella parte finale del campionato. Il campionato disputa un appuntamento sulla tipologia di tracciato cittadino per la seconda gara consecutiva. Il contratto per l'inserimento della gara nel calendario mondiale, sempre sul circuito di Montréal, è stato rinnovato nel mese di aprile 2021 fino alla stagione 2031. Il Gran Premio è sponsorizzato dalla sussidiaria di Amazon, AWS, come già accaduto nell'edizione del 2022. A questa edizione assistono 350 000 spettatori nel corso del weekend di gara, il quale rappresenta il record assoluto per il Gran Premio. Il precedente primato apparteneva all'edizione del 2023, caratterizzata da 345 000 spettatori nel fine settimana.
Presente nel calendario del campionato mondiale di Formula 1 fin dalla stagione 1967 e valido quale prova della categoria dallo stesso anno, il Gran Premio del Canada vede la disputa della sua cinquantanovesima edizione, la cinquantatreesima valida per il mondiale. Il circuito di Montréal, sede attuale della gara e utilizzato dal 1978, è il tracciato con il maggior numero di edizioni disputate, 42, su cinque diverse configurazioni, la cui la più recente in uso dal campionato 2002. Il circuito è stato inizialmente chiamato Île Notre-Dame, prendendo il nome dall'isola in cui è situato, nell'estuario del fiume San Lorenzo, prima di essere intitolato all'ex pilota locale Gilles Villeneuve dopo la scomparsa avvenuta nel 1982. È il quinto circuito nella storia del mondiale per maggior numero di edizioni ospitate. Il Gran Premio è stato corso anche in altre due località: il Mosport Park ha ospitato la gara canadese per otto edizioni tra il 1967 e il 1977, mentre il circuito di Mont-Tremblant è stato protagonista di due soli edizioni, nel 1968 e nel 1970. Il Gran Premio non fu disputato durante la stagione 1975, in cui i costruttori non trovarono l'accordo con gli organizzatori per il rimborso delle spese; in quella del 1987, a causa di una disputa fra due sponsor locali; e in quella del 2009, quando la gara fu esclusa dalla Federazione dal calendario dopo essere stata prevista in una prima bozza. La gara non è stata disputata nella stagioni 2020 e 2021 a causa delle problematiche dettate dalla pandemia di COVID-19. Nel primo caso non fu sostituita, mentre nel secondo fu rimpiazzata inizialmente dal Gran Premio di Turchia. A causa della legislazione canadese sul tabacco, che proibisce ogni forma di pubblicità, il Gran Premio venne inizialmente rimosso dal calendario per la stagione 2004. Gli organizzatori però furono capaci di trovare i fondi necessari per allestire la gara che rientrò così nel calendario iridato. L'edizione inaugurale del 1967, corsa in agosto al Mosport Park e quart'ultima prova del campionato, assegnò il secondo titolo costruttori alla Brabham, mentre in quella del 1981, corsa in settembre a Montréal, penultima prova del mondiale, la Williams ottenne il secondo titolo. Alan Jones vinse il titolo piloti nell'edizione del 1980, corsa in settembre a Montréal, penultima prova del mondiale.
Michael Schumacher e il pilota britannico della Mercedes, Lewis Hamilton, sono i piloti con il maggior numero di vittorie nel Gran Premio del Canada, con sette successi a testa. Schumacher vinse nel 1994 con la Benetton, prima dei successi con la Ferrari nel 1997, 1998, 2000 e dal 2002 al 2004. Hamilton vinse nel 2007, nel primo successo in carriera, 2010 e 2012 con la McLaren, dal 2015 al 2017 e nel 2019 con la Mercedes. La vittoria di Hamilton nel 2007 arrivò dalla pole position; cinque delle sette vittorie del britannico sul circuito di Montréal sono state ottenute dopo essere partito dalla prima piazza, con le sole eccezioni del 2012 e 2019, nel quale partì secondo. Hamilton ottenne il primo successo della carriera sul circuito di Montréal, così come fece Gilles Villeneuve (1978), Thierry Boutsen (1989), Jean Alesi (1995) e Robert Kubica (2008). Schumacher e Hamilton condividono anche il maggior numero di pole position, con sei. Il tedesco partì davanti a tutti con la Benetton nel 1994 e 1995, e con la Ferrari nel 1997 e dal 1999 al 2001. Hamilton ottenne la pole position con la McLaren nel 2007, la prima della carriera, e nel 2008, e con la Mercedes dal 2015 al 2017. La McLaren detiene il maggior numero di vittorie in Canada (13), seguita dalla Ferrari, con 12. Il costruttore italiano ha il maggior numero di successi sul circuito di Montréal (11), contro i 9 della scuderia di Woking. Il costruttore britannico è l'unica squadra ad aver trionfato in tutte le tre sedi utilizzate nella storia del Gran Premio. Quattro piloti dell'attuale campionato hanno trionfato in questo appuntamento. Hamilton, il pilota olandese campione del mondo della Red Bull Racing, Max Verstappen, nelle ultime due edizioni, lo spagnolo dell'Aston Martin, Fernando Alonso, nel 2006 con l'ex scuderia denominata Renault, e l'australiano della RB, Daniel Ricciardo, nel 2014 con la scuderia di Milton Keynes, al primo trionfo nella categoria. Questa edizione della gara rappresenta il decimo anniversario della prima vittoria dell'australiano, ottenuta nel cinquantasettesimo Gran Premio nella categoria. Da allora Ricciardo ha ottenuto sette ulteriori successi, il più recente nel Gran Premio d'Italia 2021 con la McLaren. Alonso, Hamilton e Verstappen sono i tre piloti dell'attuale campionato partiti in pole position in questa gara. Ventuno dei quarantadue Gran Premi corsi a Montréal sono stati vinti dalla pole position (50%). La posizione più indietro in griglia da dove è stata vinta la corsa è la decima posizione con Jacques Laffite nel 1981. La prima gara corsa sull'attuale circuito di Montréal, nel 1978, è stata vinta dal locale Gilles Villeneuve.
Il Gran Premio del Canada porta con sé diversi record. L'edizione del 2005 è stata la gara di Formula 1 più vista del mondo. La corsa è stata il terzo evento sportivo più visto in televisione nell'anno, dietro alla finale del Super Bowl e quella della UEFA Champions League. L'edizione del 1978, la prima sul circuito di Montréal, è stata disputata con la più bassa temperatura di sempre (5 °C), mentre quella del 2011 rappresenta la durata maggiore per un Gran Premio nella storia della categoria, con 4h04'39"537, corsa interrotta per due ore a causa della forte pioggia, nonché quella con l'allora velocità media più bassa di 74,864 km/h. Rappresenta un record anche l'entrata della safety car per ben sei volte, insieme al Gran Premio d'Olanda 2023, e l'allora numero di sorpassi compiuti nell'arco di una gara, con 89. Il vincitore, il britannico Jenson Button su McLaren, stabilì l'allora record per aver vinto una corsa con il maggior numero di soste ai box, sei, primato eguagliato da Max Verstappen sempre nella gara olandese del 2023, includendo la penalità di drive-through per il britannico da scontare passando per la corsia dei box. L'evento ha inoltre ottenuto nel 2001 il Race Promoters' Trophy da parte della FOM quale Gran Premio meglio organizzato della stagione. L'edizione del 1973 fu la prima corsa nel quale la safety car fece la sua prima apparizione in gara.
Alla vigilia di questo appuntamento, la Federazione presenta i regolamenti che saranno in vigore dalla stagione 2026. Le vetture saranno più leggere di 30 kg rispetto all'attuale generazione, migliorando l'efficienza e la maneggevolezza. Esse avranno un peso minimo di 768 kg; questo sarà composto da 722 kg di massa della vettura e del pilota insieme ai 46 kg di massa stimata degli pneumatici. La deportanza è stata ridotta del 30% e la resistenza aerodinamica del 55%. Il gruppo propulsore avrà quasi il 300% in più di potenza della batteria e una ripartizione uniforme tra combustione interna ed energia elettrica. Maggiori opportunità di sorpasso sono garantite dalla nuova Manual Override Mode, che consentirà un maggiore impiego di energia elettrica per l'auto che segue; mentre la potenza dell'auto davanti si riduce dopo 290 km/h e si azzera a 355 km/h, l'auto che segue beneficia della modalità MGU-K Override, che fornisce 350 kW fino a 337 km/h e 0,5 MJ di energia supplementare. Le vetture del 2026, che saranno alimentate al 100% con carburante sostenibile, vedranno anche variare le proprie dimensioni rispetto al cambio di regolamento del 2022. Il passo scenderà da un massimo di 3600 mm a 3400 mm, mentre la larghezza è stata ridotta da 2000 mm a 1900 mm. La larghezza massima del fondo sarà inoltre ridotta di 150 mm. Le ruote da 18 pollici, introdotte nel 2022, sono state mantenute, anche se la larghezza degli pneumatici anteriori è stata ridotta di 25 mm e quella dei posteriori di 30 mm, ma con una perdita minima di aderenza.
La scuderia francese Alpine annuncia la separazione con il direttore delle operazioni Rob White, e con il pilota titolare Esteban Ocon, quest'ultimo a fine campionato, dopo cinque stagioni. Ocon è penalizzato di cinque posizioni sulla griglia di partenza per aver causato una collisione con il connazionale e compagno di scuderia, Pierre Gasly, nel precedente Gran Premio di Monaco. Ocon, insieme alla decurtazione di due punti sulla superlicenza, era stato inizialmente penalizzato di dieci secondi sul tempo di gara, ma la sanzione è mutata in quanto il pilota fu ritirato dalla corsa e non in grado di scontare la penalità. Il pilota di riserva della scuderia, l'australiano Jack Doohan, prende parte alla prima sessione di prove libere del venerdì, al posto del titolare Ocon, con il numero 61. L'Alpine segue quanto previsto nel regolamento sportivo valevole dal 2022, in cui tutte le squadre iscritte al campionato hanno l'obbligo di schierare, durante le sessioni di prove libere, almeno due piloti giovani che non abbiano corso in più di due Gran Premi, in due occasioni, uno su ciascuna vettura. Il messicano Sergio Pérez della Red Bull Racing rinnova il contratto con la scuderia austriaca per altre due stagioni, mentre il giapponese Yuki Tsunoda viene confermato alla RB anche per il 2025.
L'ex pilota di Formula 1, il britannico Derek Warwick, è nominato commissario aggiunto per la gara. Ha svolto già in passato tale funzione, l'ultima nel precedente 2024. Warwick fu designato commissario aggiunto anche nell'edizione 2016. È la casa automobilistica britannica Aston Martin a fornire la safety car e la medical car, per l'ultima volta fornitrice delle vetture nel Gran Premio d'Australia.

## Prove

### Resoconto
Una violenta grandinata si abbatte sul tracciato, poco prima dell'inizio del primo turno di prove. Questo inizia all'orario previsto, ma i commissari consentono ai piloti di prendere la pista solo dopo 24 minuti, per la necessità di asciugare le aree ancora troppo bagnate. Lando Norris, il migliore della sessione, ha potuto compiere un giro con gomme slick. Alle sue spalle si sono classificate le due Ferrari, che si erano dimostrate veloci anche con gomme da bagnato. La sessione è stata, comunque, anche interrotta con bandiera rossa, a seguito di un incidente per Zhou Guanyu. Il pilota della Sauber ha perso il controllo della sua monoposto, a causa dell'acquaplaning, non ha evitato il contatto con le barriere, e non è stato capace di fermare la sua vettura nella piazzola di sicurezza. Solo 17 piloti su 20 hanno potuto completare un giro cronometrato.
Anche la seconda sessione è penalizzata dalla pioggia. In questo caso una leggera precipitazione ha bagnato la pista, almeno nella prima mezz'ora. Dopo una breve finestra temporale, in cui i piloti hanno potuto montare gomme slick, la pioggia si è fatta più intensa nella parte finale del turno, tanto che i piloti sono dovuti passare all'utilizzo delle gomme da bagnato intermedio. È risultato il più rapido Fernando Alonso; la velocità dell'Aston Martin è stata confermata dal terzo tempo per Lance Stroll: fra i due si è inserito George Russell. Le Ferrari, che non hanno mai utilizzato le gomme da asciutto, hanno chiuso col quarto tempo per Leclerc e il tredicesimo per Sainz Jr.. Ha riscontrato problemi tecnici Max Verstappen, che ha dovuto riportare la sua vettura ai box, per un surriscaldamento al retrotreno.
Al termine della seconda sessione di prove libere, Charles Leclerc viene convocato dai commissari sportivi per aver utilizzato gli pneumatici intermedi dopo che la pista non è stata dichiarata bagnata dalla direzione gara. La Ferrari viene sanzionata con 5 000 euro da parte della Federazione. I due piloti della McLaren, Lando Norris e Oscar Piastri vengono convocati per non aver seguito le istruzioni stabilite della direzione gara riguardo la via di fuga della curva 14. Norris non riceve sanzioni, mentre Piastri un avvertimento.
Durante le prime due sessioni di prove libere del venerdì, Kevin Magnussen utilizza l'assemblaggio di una trasmissione al di fuori dell'allocazione prevista secondo il regolamento tecnico. Il pilota danese della Haas non è penalizzato sulla griglia di partenza in quanto tale operazione rientra tra quelle effettuabili nel numero massimo consentito dal regolamento tecnico.
La sessione del sabato è la sola che si svolge su pista asciutta, consentendo così, alle scuderie, di provare l'asseto da qualifica. Il migliore risulta Lewis Hamilton, che ha preceduto Verstappen e Russell, l'altro pilota della Mercedes. Il campione del mondo è apparso poco competitivo nella simulazione di gara, soffrendo per il degrado degli pneumatici. Le Ferrari hanno chiuso con la decima e dodicesima prestazione, lamentando poca velocità sul giro secco. La sessione è stata caratterizzata da due incidenti: Alexander Albon ha colpito il muretto posto ai bordi dell'ultima chicane, danneggiando la sospensione anteriore destra della sua Williams, mentre Zhou ha perso il controllo della sua Sauber alla curva 2, terminando, dopo un testacoda, contro le barriere.
L'australiano Oscar Piastri della McLaren non riceve sanzioni da parte dei commissari sportivi per non aver seguito le istruzioni stabilite della direzione gara riguardo la via di fuga della curva 14.

### Risultati
Nella prima sessione del venerdì si è avuta questa situazione:
| Pos | Nº | Pilota           | Costruttore      | Tempo    | Gap    | Giri |
| --- | -- | ---------------- | ---------------- | -------- | ------ | ---- |
| 1   | 4  | Lando Norris     | McLaren-Mercedes | 1'24"435 |        | 8    |
| 2   | 55 | Carlos Sainz Jr. | Ferrari          | 1'24"763 | +0"328 | 11   |
| 3   | 16 | Charles Leclerc  | Ferrari          | 1'25"306 | +0"871 | 11   |

Nella seconda sessione del venerdì si è avuta questa situazione:
| Pos | Nº | Pilota          | Costruttore                  | Tempo    | Gap    | Giri |
| --- | -- | --------------- | ---------------------------- | -------- | ------ | ---- |
| 1   | 14 | Fernando Alonso | Aston Martin Aramco-Mercedes | 1'15"810 |        | 25   |
| 2   | 63 | George Russell  | Mercedes                     | 1'16"273 | +0"463 | 24   |
| 3   | 18 | Lance Stroll    | Aston Martin Aramco-Mercedes | 1'16"464 | +0"654 | 27   |

Nella sessione del sabato si è avuta questa situazione:
| Pos | Nº | Pilota         | Costruttore                | Tempo    | Gap    | Giri |
| --- | -- | -------------- | -------------------------- | -------- | ------ | ---- |
| 1   | 44 | Lewis Hamilton | Mercedes                   | 1'12"549 |        | 31   |
| 2   | 1  | Max Verstappen | Red Bull Racing-Honda RBPT | 1'12"923 | +0"374 | 32   |
| 3   | 63 | George Russell | Mercedes                   | 1'12"957 | +0"408 | 33   |

## Qualifiche

### Resoconto
Alcune gocce di pioggia colpiscono la pista, alle curve 7 e 8, all'inizio della sessione. Ciò spinge molti piloti a uscire immediatamente, per cercare di segnare un tempo, prima dell'eventuale arrivo di pioggia più intensa. Max Verstappen chiude con 1'15"194, primo tempo di referenza. Rimane distante Pérez, mentre Norris è subito in grado di scendere sotto il minuto e 15 secondi. Sainz Jr. è autore di un errore di guida, a differenza di Esteban Ocon che si posiziona tra le due Red Bull Racing. Meglio di Pérez fanno anche Logan Sargeant, e Bottas, che chiude terzo. Tocca, in seguito, a Fernando Alonso portare il limite a 1'14"418, battuto immediatamente da Russell (1'14"012). Alle sue spalle si issa Piastri. Kevin Magnussen e Sainz Jr. vedono annullato il loro tempo, per il mancato rispetto dei limiti del tracciato. Poco dopo Magnussen agguanta il secondo tempo, e meglio fa Norris, che passa a condurre, con 1'13"541. La pista sembra migliorare velocemente, consentendo un rimescolamento della graduatoria. I piloti decidono di inanellare giri continui, in previdenza di un eventuale arrivo della pioggia. Tsunoda s'inserisce al quarto posto, mentre Lance Stroll è secondo, a due millesimi dal tempo di Norris. Sargeant scala quinto, e Daniel Ricciardo terzo. Verstappen riprende la vetta, facendo segnare 1'13"368 e Leclerc rimonta quarto. Stroll è autore di una toccata al muretto dopo la chicane, ma senza che ciò pregiudichi il prosieguo della sua prova. Ora Alonso è quarto, Ricciardo si trova sesto, e Carlos Sainz Jr. è quinto. In seguito è ancora Russell a prendere la prima posizione. Piastri, provvisoriamente non qualificato, si lamenta per essere stato penalizzato dalle vetture più lente di Hamilton e Tsunoda. Anche Leclerc sbaglia alla prima curva, per il traffico da lui trovato nel suddetto punto. Pérez, anche lui non qualificato per la fase seguente, è costretto ad abortire un suo tentativo veloce, ed è costretto ai box, quando mancano solo cinque minuti al termine della Q1. Sale al secondo posto Pierre Gasly, ma meglio fa il pilota di casa Stroll, primo con 1'13"088. Il suo tempo viene migliorato da Norris (1'12"959); Alonso risale terzo, davanti a Yuki Tsunoda, quarto. Le Mercedes confermano la loro velocità: Russell sale secondo, mentre Lewis Hamilton marca 1'12"851, che gli vale la prima posizione. Sainz Jr. progredisce al quarto posto, mentre Magnussen è ottavo. Leclerc è sesto, con Sergio Pérez che non va oltre il dodicesimo tempo. Sargeant rimonta sesto, Ricciardo batte il tempo del messicano, e Verstappen, con 1'12"360, è il più veloce di sessione. Tsunoda e Albon salgono, rispettivamente, secondo e quarto. Non accedono alla fase successiva Pérez, Bottas, Ocon, Hülkenberg e Zhou.
Anche all'inizio della Q2 la pioggia fa la sua comparsa sulla pista. George Russell chiude il primo tentativo in 1'13"121, battuto dal compagno di scuderia, Hamilton. Magnussen, terzo, fa meglio di Sainz Jr.. Meglio ancora fa Oscar Piastri (1'12"462). Nemmeno Verstappen è capace di migliorare il tempo dell'australiano. Albon è settimo, giusto davanti all'altro pilota della Williams, Sargeant. Sainz Jr. è secondo, ma si migliora ancora Piastri. Poco dopo è Alonso a prendere il secondo tempo, a 0"389 da Piastri; il tempo del pilota dell'Aston Martin viene battuto da Leclerc. Tsunoda coglie il quarto tempo. Scala in vetta Russell (1'12"323), lasciando Hamilton al terzo posto, dopo un piccolo errore, all'ultima curva. Verstappen è solo nono, prima di essere scavalcato anche da Sainz Jr., ottavo. Torna quinto Sargeant, mentre Albon è ottavo. Norris segna il miglior rilievo cronometrico provvisorio, in 1'12"201. Ricciardo torna quarto, alle spalle di Tsunoda secondo. Quando mancano meno di due minuti al termine della Q2 Verstappen non è tra i migliori dieci. Leclerc non va oltre il nono tempo, mentre Verstappen, col quinto tempo, sembra sicuro di accedere alla fase finale. Hamilton porta il limite a 1'11"979, battuto da Russell (1'11"742); anche Sainz Jr. migliora, ma è solo undicesimo. Albon, col sesto tempo, elimina anche Leclerc. Non accedono alla terza fase, oltre alle due Ferrari, Sargeant, Magnussen e Gasly.
In Q3 Piastri chiude il primo giro rapido in 1'12"713, migliorato da Verstappen in 1'12"358; Norris è terzo, battuto subito da Alonso. Stroll è quarto, mentre i due piloti della Mercedes ritardano il loro ingresso in pista. Albon batte il tempo di Norris: le due RB effettuano due giri di riscaldamento, prima di cercare il tempo. Le Mercedes sono molto veloci: Russell fa, nel primo settore, meglio di Verstappen, e viene, a sua volta battuto, da Hamilton. I due chiudono vicini: Russell in 1'12 netto, con Hamilton distante 280 millesimi. I piloti della McLaren tentano, per la seconda volta, molto prima dei loro avversari, al fine di godere di una pista più libera. Piastri, grazie al miglior terzo settore assoluto, sale secondo; Norris fa meglio, restando però a 21 millesimi dal tempo di Russell. Daniel Ricciardo si piazza quarto, davanti ad Alonso. Verstappen coglie un tempo che è, al millesimo, identico a quello di Russell: il britannico, che non migliora col secondo tentativo, però parte in pole position, avendo colto il tempo prima del campione del mondo.
Russell conquista la seconda pole position in carriera dopo quella ottenuta nel Gran Premio d'Ungheria 2022. Per la Mercedes è la centotrentottesima partenza in prima posizione della storia, la prima da quella conquistata nel Gran Premio d'Ungheria 2023 con Hamilton, e la quinta complessiva in questo appuntamento, la prima da quella ottenuta proprio con Hamilton nell'edizione del 2017. Russell, alla decima prima fila in carriera, è il terzo pilota differente in stagione in pole position dopo Verstappen e Leclerc, mentre la Mercedes è il terzo costruttore diverso in prima posizione in campionato in qualifica dopo la Red Bull Racing e la Ferrari. Il costruttore tedesco termina una striscia di diciannove Gran Premi senza la partenza al palo. Per la tredicesima stagione consecutiva la Mercedes ottiene almeno una pole position in campionato. Una vettura motorizzata Mercedes estende il proprio record personale di partenza dalla prima posizione per il ventiduesimo anno di fila. Per Verstappen, secondo, è la sessantaseiesima prima fila in carriera, l'ottava della stagione e la terza nella gara canadese. Grazie alla terza posizione di Norris, per la McLaren è la miglior partenza in questo appuntamento dall'edizione del 2012, senza che la scuderia di Woking sia finita a punti dalla gara del 2014.
Piastri, quarto, si qualifica nelle prime quattro posizioni nelle ultime tre gare. La quinta posizione di Ricciardo è la migliore qualifica in stagione per il pilota australiano in un Gran Premio nel formato classico, a distanza di dieci anni da quando vinse la sua prima gara in questo appuntamento nel 2014. Alonso, sesto, si qualifica davanti al compagno di scuderia Stroll, nono, per la prima volta in quattro gare. Hamilton, settimo, non si era mai qualificato fuori dai primi cinque nelle quattordici precedenti apparizioni nel Gran Premio del Canada. Il britannico non si è ancora qualificato tra i primi sei in stagione, nonostante il margine di 0"280 dal tempo della pole position. Tsunoda, ottavo, è qualificato per la prima volta in Q3 sul circuito di Montréal. Stroll raggiunge la fase decisiva per la prima volta in Canada, e ottiene la posizione più alta di partenza dal Gran Premio d'Australia, nel quale ha anche registrato il suo miglior risultato della stagione, con il sesto posto. Albon raggiunge la Q3 per la seconda gara di fila. La Ferrari non presenta una vettura in Q3 per la prima volta dal Gran Premio del Belgio 2021. Leclerc manca l'accesso al Q3 per la seconda edizione consecutiva della gara, ma fa meglio del suo compagno di scuderia Sainz Jr. in qualifica per la quinta gara consecutiva. La tredicesima posizione di Sargeant è il miglior risultato in qualifica dell'anno per lo statunitense. Il pilota della Williams supera il taglio della Q1 per la prima volta in campionato. Magnussen e Gasly sono qualificati davanti ai compagni di scuderia, Hülkenberg e Ocon, solamente per la terza volta in stagione. Pérez, sedicesimo, è eliminato nel corso della prima fase per la seconda gara di fila. Il messicano non raggiunge la Q3 da tre gare. È la quinta volta che Pérez è eliminato in Q1 dall’inizio del 2023 con una vettura che ha vinto il campionato costruttori lo scorso anno ed è in testa a quello di questa stagione. La diciassettesima posizione di Bottas è la peggiore posizione di partenza in dieci apparizioni in Canada. Ocon aveva raggiunto la Q3 in tutte e quattro le precedenti apparizioni a Montréal, ma è eliminato in Q1 per la prima volta dal Gran Premio d'Arabia Saudita. Hülkenberg, diciannovesimo, è eliminato in Q1 per la seconda volta in stagione, dopo essersi qualificato secondo nell'edizione precedente della gara. Zhou è il qualificatore più lento per la quinta volta negli ultimi otto Gran Premi.
La prima fila in griglia di partenza è inedita per la seconda gara consecutiva, così come la sequenza dei primi tre piloti. Russell, in nove partenze dalla prima fila, ha vinto solo il Gran Premio di San Paolo 2022 dove non si qualificò per le prime due posizioni. La prima fila fu decisa dalla Sprint e non dalle qualifiche. Il britannico si schiera in prima posizione per la terza volta in carriera, dopo essere partito primo nella gara brasiliana del 2022 grazie alla vittoria nella Sprint. Russell è il trentunesima pilota diverso in pole position nel Gran Premio del Canada, il primo di nazionalità britannica da Hamilton nel 2017, sempre con la Mercedes. Per la seconda volta nella storia della categoria da quando il cronometraggio è passato a tre cifre decimali, più piloti registrano lo stesso tempo più rapido in qualifica, valevole per la pole position. L'ultimo precedente si era verificato nel Gran Premio d'Europa 1997, con tre piloti. Jacques Villeneuve aveva fermato per primo il cronometro sul tempo di 1'21"072, seguito quattordici minuti dopo dal suo rivale per la conquista del titolo Michael Schumacher, a sua volta imitato negli ultimi nove minuti della sessione dal suo connazionale Heinz-Harald Frentzen. Si sono verificati sedici esempi precedenti in totale nel quale la pole position è stata oggetto dello stesso tempo cronometrico. Sei delle ultime sette gare sul circuito di Montréeal sono state vinte dalla pole position. Verstappen, secondo in griglia, era in testa alla curva 1 l'ultima volta che è partito dalla seconda posizione con una Mercedes partente dalla posizione al palo, nel Gran Premio d'Ungheria 2023. L'olandese ha vinto le ultime tre volte dopo essere partito secondo, nel precedente campionato.
Sono stati cancellati cinque tempi dai commissari sportivi ai piloti per non aver rispettato i limiti della pista, durante le qualifiche. Si sono visti cancellare il tempo due volte Carlos Sainz Jr. (una volta alla curva 2 e una volta alla curva 13), una volta Kevin Magnussen (alla curva 8), Lewis Hamilton (alla curva 1) e George Russell (alla curva 4). Logan Sargeant, Daniel Ricciardo, Alexander Albon, Hamilton, Oscar Piastri, Valtteri Bottas, Sainz Jr., Nico Hülkenberg, Russell, Lando Norris, Max Verstappen, Sergio Pérez, Lance Stroll, Esteban Ocon, Fernando Alonso, Yuki Tsunoda e Magnussen non ricevono sanzioni da parte dei commissari sportivi, per non aver rispettato le istruzioni stabilite dalla direzione gara. Tutti i piloti hanno superato il tempo limite di un minuto e ventitré secondi valevole tra la seconda linea della safety car e la prima di essa. Sargeant, Ricciardo, Albon, Hamilton e Piastri per due volte; nel corso del terzo e undicesimo giro in Q1 per lo statunitense, nel corso del secondo e nono giro in Q1 per l'australiano della RB, nel corso del secondo e undicesimo giro in Q1 per il thailandese, nel corso del quarto giro in Q1 e nel corso del ventisettesimo in Q3 per il britannico, e nel corso del quinto e nono giro in Q1 per l'australiano della McLaren. Bottas, Sainz Jr., Hülkenberg, Russell, Norris, Verstappen, Pérez, Stroll, Ocon, Alonso, Tsunoda e Magnussen per una volta; nel corso del secondo giro in Q1 per il finlandese e per lo spagnolo della Ferrari, nel corso del quarto in Q1 per il tedesco e per il britannico della Mercedes, nel corso del sesto in Q1 per il britannico della McLaren, nel corso dell'ottavo in Q1 per l'olandese e per il messicano, nel corso del decimo giro in Q1 per il canadese, per il francese e per lo spagnolo dell'Aston Martin, nel corso del nono in Q1 per il giapponese, e nel corso del tredicesimo in Q2 per il danese.
Al termine delle qualifiche, Max Verstappen viene convocato dai commissari sportivi per non aver seguito le istruzioni stabilite dalla direzione gara uscendo dai box, nella corsia della pit lane, durante la Q2. Il pilota olandese della Red Bull Racing non riceve sanzioni.

### Risultati
Nella sessione di qualifica si è avuta questa situazione:
| Pos                         | Nº | Pilota           | Costruttore                  | Q1       | Q2       | Q3       | Griglia |
| --------------------------- | -- | ---------------- | ---------------------------- | -------- | -------- | -------- | ------- |
| 1                           | 63 | George Russell   | Mercedes                     | 1'13"013 | 1'11"742 | 1'12"000 | 1       |
| 2                           | 1  | Max Verstappen   | Red Bull Racing-Honda RBPT   | 1'12"360 | 1'12"549 | 1'12"000 | 2       |
| 3                           | 4  | Lando Norris     | McLaren-Mercedes             | 1'12"959 | 1'12"201 | 1'12"021 | 3       |
| 4                           | 81 | Oscar Piastri    | McLaren-Mercedes             | 1'12"907 | 1'12"462 | 1'12"103 | 4       |
| 5                           | 3  | Daniel Ricciardo | RB-Honda RBPT                | 1'13"240 | 1'12"572 | 1'12"178 | 5       |
| 6                           | 14 | Fernando Alonso  | Aston Martin Aramco-Mercedes | 1'13"117 | 1'12"635 | 1'12"228 | 6       |
| 7                           | 44 | Lewis Hamilton   | Mercedes                     | 1'12"851 | 1'11"979 | 1'12"280 | 7       |
| 8                           | 22 | Yuki Tsunoda     | RB-Honda RBPT                | 1'12"748 | 1'12"303 | 1'12"414 | 8       |
| 9                           | 18 | Lance Stroll     | Aston Martin Aramco-Mercedes | 1'13"088 | 1'12"659 | 1'12"701 | 9       |
| 10                          | 23 | Alexander Albon  | Williams-Mercedes            | 1'12"896 | 1'12"485 | 1'12"796 | 10      |
| 11                          | 16 | Charles Leclerc  | Ferrari                      | 1'13"107 | 1'12"691 | N.D.     | 11      |
| 12                          | 55 | Carlos Sainz Jr. | Ferrari                      | 1'13"038 | 1'12"728 | N.D.     | 12      |
| 13                          | 2  | Logan Sargeant   | Williams-Mercedes            | 1'13"063 | 1'12"736 | N.D.     | 13      |
| 14                          | 20 | Kevin Magnussen  | Haas-Ferrari                 | 1'13"217 | 1'12"916 | N.D.     | 14      |
| 15                          | 10 | Pierre Gasly     | Alpine-Renault               | 1'13"289 | 1'12"940 | N.D.     | 15      |
| 16                          | 11 | Sergio Pérez     | Red Bull Racing-Honda RBPT   | 1'13"326 | N.D.     | N.D.     | 16      |
| 17                          | 77 | Valtteri Bottas  | Kick Sauber-Ferrari          | 1'13"366 | N.D.     | N.D.     | PL      |
| 18                          | 31 | Esteban Ocon     | Alpine-Renault               | 1'13"435 | N.D.     | N.D.     | 18      |
| 19                          | 27 | Nico Hülkenberg  | Haas-Ferrari                 | 1'13"978 | N.D.     | N.D.     | 17      |
| 20                          | 24 | Zhou Guanyu      | Kick Sauber-Ferrari          | 1'14"292 | N.D.     | N.D.     | PL      |
| Tempo limite 107%: 1'17"425 |    |                  |                              |          |          |          |         |

In grassetto sono indicate le migliori prestazioni in Q1, Q2 e Q3.

## Gara

### Resoconto
Prima della gara, sulla vettura di Valtteri Bottas viene installata la terza unità relativa al sistema di recupero dell'energia e all'unità di controllo elettronico, insieme alla sostituzione dell'alettone posteriore sotto il regime di parco chiuso. Sulla vettura di Zhou Guanyu viene sostituito l'alettone posteriore sotto il regime di parco chiuso. Entrambi i piloti della Sauber sono costretti a partire dalla pit lane.
La gara inizia con pista bagnata, ma senza precipitazioni intense, tanto che tutti i piloti, a eccezione delle Haas che partono con gomme full wet, montano gomme da bagnato intermedio.
George Russell resiste al comando, al via, davanti a Verstappen. Seguono le due McLaren, Alonso, Hamilton e Ricciardo. Godendo delle gomme da bagnato estremo Kevin Magnussen, partito quattordicesimo, al termine del primo giro è già ottavo. Il danese passa poi Hamilton, Alonso e Piastri, installandosi in quarta posizione. La pista si asciuga velocemente, tanto che già all'ottavo giro Magnussen decide di passare a gomme intermedie, uscendo dalla zona dei punti. La lotta fra Alonso e Hamilton dura diversi giri, con lo spagnolo che arriva lungo all'ultima frenata, così come Hamilton, che taglia la prima curva, del giro seguente, e deve restituire la posizione al pilota dell'Aston Martin. Dopo dieci giri Russell comanda con 1"8 su Verstappen, 8"8 su Norris; segue Piastri, alle cui spalle prosegue il duello tra Alonso e Hamilton.  Norris riduce lo svantaggio dal battistrada a meno di quattro secondi, avvicinandosi a Verstappen, anche grazie a un errore di guida del campione del mondo. Il britannico passa il pilota della Red Bull Racing e, il giro dopo, si pone al comando, superando anche Russell. Quest'ultimo, giunto troppo lungo all'ultima variante, è costretto a cedere anche la seconda piazza, al sopraggiungente Verstappen. Norris, molto rapido, crea subito un margine di ben undici secondi su Verstappen.
Al ventisettesimo giro Logan Sargeant va in testacoda; la necessità di utilizzare la gru per spostare la Williams dalla pista, costringe la direzione di gara a inviare sul tracciato la safety car. Ne approfittano, per il cambio gomme, tutti i piloti di testa, ad eccezione di Norris che, invece, attende un giro. Al rientro in pista si trova terzo, alle spalle di Verstappen e Russell. La pioggia cade, nuovamente, sul tracciato. Tra i piloti che cambiano gli pneumatici c'è anche Charles Leclerc, che opta per gomme slick, in previsione di una cessazione della pioggia. La scelta è azzardata, tanto che il ferrarista è costretto presto a montare gomme da bagnato intermedio. Alexander Albon, nel frattempo, passa, con una sola manovra, sia Ricciardo che Ocon, salendo al nono posto. A metà gara il margine di cui gode Verstappen è di 1"9 su Russell, 3"6 su Norris, 5" su Piastri, 5"6 su Hamilton che, dopo la sosta, ha preso la posizione a Fernando Alonso. Al quarantaquattresimo giro vi sono i primi piloti che montano gomme slick; tra quelli di testa, Hamilton. Due giri dopo si fermano Verstappen, che monta gomme medie, e Russell, che passa alle dure.
Dopo il pit stop di Norris, Verstappen torna primo. Norris cede a Russell, poco dopo, anche la piazza d'onore. Un errore di guida del pilota della Mercedes consente a quello della McLaren di riprendersi il secondo posto. Al cinquantatreesimo giro Sergio Pérez esce di pista, danneggia la monoposto e si ritira. Il giro dopo Carlos Sainz Jr. va in testacoda, colpisce l'accorrente Albon, ed è costretto, pure lui, all'abbandono. La vettura di sicurezza torna in pista. Vanno ai box i due piloti della Mercedes. Ora Verstappen conduce, davanti al duo della McLaren, a sua volta davanti a quello della Mercedes. Russell attacca Piastri, che si difende, coi due piloti che vanno al contatto. In questo modo viene favorito Hamilton che passa il compagno di team. Ancora un giro e Hamilton, autore anche del giro veloce della gara, passa Oscar Piastri, per il terzo posto. Un giro dopo l'australiano viene passato anche da Russell, che completa la sua rimonta il giro dopo, ripassando Hamilton.
Max Verstappen vince il sessantesimo Gran Premio in carriera, la sesta vittoria in stagione, la prima da quella ottenuta nel Gran Premio dell'Emilia-Romagna. Per il tre volte campione del mondo è il terzo successo nel Gran Premio del Canada, nonché consecutivo, ed eguaglia le vittorie di Nelson Piquet in questo appuntamento. Per la Red Bull Racing è la sesta vittoria in stagione, la prima da quella ottenuta a Imola, la centodiciannovesima dalla propria storia, e il quinto successo complessivo in questo appuntamento, di cui le ultime tre edizioni consecutive. Norris è classificato secondo per la terza volta in stagione e per la decima volta in carriera, con la McLaren che ottiene punti sul circuito di Montréal per la prima volta dalla gara del 2014. Norris è l'unico pilota del campionato ad aver conquistato punti in tutte le gare. La terza posizione di Russell rappresenta il primo podio stagionale della Mercedes e per il pilota britannico.
La quarta posizione di Hamilton è il primo piazzamento stagionale nei primi cinque classificati. Il britannico ha mancato il podio solo per la seconda volta negli ultimi otto Gran Premi del Canada. Piastri, quinto, non è riuscito a ottenere punti solamente per una volta in stagione, nel Gran Premio di Miami. Con la sesta posizione, Alonso termina una serie di due gare senza ottenere punti. Il compagno di scuderia Stroll conclude al settimo posto ottenendo il quinto piazzamento a punti nella gara di casa, battendo il record per un pilota canadese detenuto da Gilles Villeneuve. Ricciardo, ottavo, ottiene i primi punti dell'anno nella gara di domenica, dopo il quarto posto conquistato nella Sprint del Gran Premio di Miami. La nona posizione di Gasly è il miglior risultato stagionale per l'Alpine. Grazie alla decima posizione del compagno di scuderia Ocon, la scuderia francese ottiene punti con entrambe le vetture per la prima volta in campionato. L'Alpine ottiene l'ottava posizione in classifica costruttori ai danni della Williams. Bottas, tredicesimo, eguaglia la miglior prestazione del precedente Gran Premio di Monaco, mentre Pérez è ritirato per la seconda gara di fila. Hülkenberg e Magnussen sono stati gli unici piloti a partire con gomme da bagnato estremo, con il tedesco della Haas che si è piazzato tra i primi quattro all'inizio della gara.
Verstappen, alla quarta vittoria consecutiva dopo essere partito secondo, è il terzo pilota a vincere per tre volte consecutive sul circuito di Montréal dopo Michael Schumacher dal 2002 al 2004 e Hamilton dal 2015 al 2017. Il leader del campionato, alla seconda vittoria in quattro gare, vince la settima gara su diciotto sul bagnato, eguagliando al quarto posto di sempre Jenson Button, per una percentuale di successi in queste condizioni del 38,9%, e superando quella di Michael Schumacher. Per Verstappen è anche il quarto successo consecutivo sotto la pioggia. L'olandese condivide dieci podi con Russell e quattordici con Norris, con il pilota della McLaren l'unico ad aver vinto. Per Verstappen sono anche sei vittorie su nove gare da inizio anno, come nel 2022. Il pilota della Red Bull Racing vince la cinquantesima delle ultime settantacinque gare dall'inizio del 2021. La Ferrari non ottiene punti per la prima volta dal Gran Premio d'Australia 2023. Per la scuderia di Maranello è il primo doppio ritiro dal Gran Premio d'Azerbaigian 2022. Hamilton ottiene il sessantasettesimo giro più veloce in carriera, a dieci lunghezze dal primato detenuto da Michael Schumacher.
Norris è premiato pilota del giorno per la quarta volta nelle ultime cinque gare e per la quattordicesima volta complessiva. È stato il secondo più lento Gran Premio del Canada del nuovo millennio sul tempo della distanza di gara, corso alla media di 173,122 km/h, nonché la prima gara iniziata sotto la pioggia da quella dell'edizione 2011. Il podio composto da Verstappen, Norris e Russell è inedito nella storia del mondiale. La corsa ha visto il maggior numero di piloti ritirati in stagione, cinque. Essa si è svolta nel giorno del cinquantaseiesimo anniversario del primo successo della McLaren nella categoria, nel Gran Premio del Belgio 1968. Verstappen ha un vantaggio di 56 punti su Leclerc in classifica piloti, il terzo margine più elevato della storia dopo nove gare disputate. Il vantaggio della Red Bull Racing nel campionato costruttori raddoppia dopo questa gara. Prima di questo appuntamento la scuderia austriaca aveva 24 punti di vantaggio sulla Ferrari, con il margine ora salito a 49. Verstappen e Norris terminano prima e secondo, in qualsiasi ordine, per la quarta volta nelle ultime cinque gare. Russell non è riuscito a vincere la gara partendo dalla pole position; nell'era turbo-ibrida iniziata nel 2014, in questo appuntamento il poleman ha sempre vinto tranne in tre occasioni. Con il terzo posto di Russell, la Mercedes ottiene il podio nel Gran Premio del Canada per la decima edizione consecutiva della gara. Una vettura motorizzata con il propulsore tedesco ottiene il podio per la trentesima stagione consecutiva. Il sesto posto di Alonso gli permette di stabilire un nuovo record per il maggiore intervallo di tempo tra il primo arrivo a punti e quello più recente, superando il record di Michael Schumacher (21 anni, 2 mesi e 17 giorni).
Sono stati cancellati 32 tempi dai commissari sportivi ai piloti per non aver rispettato i limiti della pista, durante la gara. Si sono visti cancellare il tempo quattro volte Charles Leclerc (due volte alla curva 14, una volta alla curva 4 e una volta alla curva 9), George Russell (tre volte alla curva 14 e una volta alla curva 8) e Logan Sargeant (una volta alla curva 14, una volta alla curva 2, una volta alla curva 6 e una volta alla curva 1), tre volte Sergio Pérez (una volta alla curva 9, una volta alla curva 14 e una volta alla curva 6) e Kevin Magnussen (due volte alla curva 14 e una volta alla curva 9) due volte Lewis Hamilton (una volta alla curva 2 e una volta alla curva 7), Fernando Alonso (all'entrata in pit lane e alla curva 14), Alexander Albon (entrambe le volte alla curva 14) e Pierre Gasly (una volta alla curva 6 e una volta alla curva 14), una volta Max Verstappen (alla curva 2), Nico Hülkenberg e Lance Stroll (alla curva 14), Lando Norris, Daniel Ricciardo e Yuki Tsunoda (alla curva 1).

### Risultati
I risultati del Gran Premio sono i seguenti:
| Pos | Nº | Pilota           | Costruttore                  | Giri | Tempo/Ritiro                | Griglia | Punti |
| --- | -- | ---------------- | ---------------------------- | ---- | --------------------------- | ------- | ----- |
| 1   | 1  | Max Verstappen   | Red Bull Racing-Honda RBPT   | 70   | 1h45'47"927                 | 2       | 25    |
| 2   | 4  | Lando Norris     | McLaren-Mercedes             | 70   | +3"879                      | 3       | 18    |
| 3   | 63 | George Russell   | Mercedes                     | 70   | +4"317                      | 1       | 15    |
| 4   | 44 | Lewis Hamilton   | Mercedes                     | 70   | +4"915                      | 7       | 13    |
| 5   | 81 | Oscar Piastri    | McLaren-Mercedes             | 70   | +10"199                     | 4       | 10    |
| 6   | 14 | Fernando Alonso  | Aston Martin Aramco-Mercedes | 70   | +17"510                     | 6       | 8     |
| 7   | 18 | Lance Stroll     | Aston Martin Aramco-Mercedes | 70   | +23"625                     | 9       | 6     |
| 8   | 3  | Daniel Ricciardo | RB-Honda RBPT                | 70   | +28"672                     | 5       | 4     |
| 9   | 10 | Pierre Gasly     | Alpine-Renault               | 70   | +30"021                     | 15      | 2     |
| 10  | 31 | Esteban Ocon     | Alpine-Renault               | 70   | +30"313                     | 18      | 1     |
| 11  | 27 | Nico Hülkenberg  | Haas-Ferrari                 | 70   | +30"824                     | 17      |       |
| 12  | 20 | Kevin Magnussen  | Haas-Ferrari                 | 70   | +31"253                     | 14      |       |
| 13  | 77 | Valtteri Bottas  | Kick Sauber-Ferrari          | 70   | +40"487                     | PL      |       |
| 14  | 22 | Yuki Tsunoda     | RB-Honda RBPT                | 70   | +52"694                     | 8       |       |
| 15  | 24 | Zhou Guanyu      | Kick Sauber-Ferrari          | 69   | +1 giro                     | PL      |       |
| Rit | 55 | Carlos Sainz Jr. | Ferrari                      | 52   | Collisione con A. Albon     | 12      |       |
| Rit | 23 | Alexander Albon  | Williams-Mercedes            | 52   | Collisione con C. Sainz Jr. | 10      |       |
| Rit | 11 | Sergio Pérez     | Red Bull Racing-Honda RBPT   | 51   | Incidente                   | 16      |       |
| Rit | 16 | Charles Leclerc  | Ferrari                      | 40   | Motore                      | 11      |       |
| Rit | 2  | Logan Sargeant   | Williams-Mercedes            | 23   | Incidente                   | 13      |       |

Lewis Hamilton riceve un punto addizionale per aver segnato il giro più veloce della gara.

## Classifiche mondiali

### Piloti
| Pos | Pilota           | Punti |
| --- | ---------------- | ----- |
| 1   | Max Verstappen   | 194   |
| 2   | Charles Leclerc  | 138   |
| 3   | Lando Norris     | 131   |
| 4   | Carlos Sainz Jr. | 108   |
| 5   | Sergio Pérez     | 107   |
| 6   | Oscar Piastri    | 81    |
| 7   | George Russell   | 69    |
| 8   | Lewis Hamilton   | 55    |
| 9   | Fernando Alonso  | 41    |
| 10  | Yuki Tsunoda     | 19    |
| 11  | Lance Stroll     | 17    |
| 12  | Daniel Ricciardo | 9     |
| 13  | Oliver Bearman   | 6     |
| 14  | Nico Hülkenberg  | 6     |
| 15  | Pierre Gasly     | 3     |
| 16  | Alexander Albon  | 2     |
| 17  | Esteban Ocon     | 2     |
| 18  | Kevin Magnussen  | 1     |

### Costruttori
| Pos | Costruttore                  | Punti |
| --- | ---------------------------- | ----- |
| 1   | Red Bull Racing-Honda RBPT   | 301   |
| 2   | Ferrari                      | 252   |
| 3   | McLaren-Mercedes             | 212   |
| 4   | Mercedes                     | 124   |
| 5   | Aston Martin Aramco-Mercedes | 58    |
| 6   | RB-Honda RBPT                | 28    |
| 7   | Haas-Ferrari                 | 7     |
| 8   | Alpine-Renault               | 5     |
| 9   | Williams-Mercedes            | 2     |

## Decisioni della FIA
Al termine della gara, Yuki Tsunoda viene convocato dai commissari sportivi per essersi presentato in ritardo per l'inno nazionale, condotto prima dell'inizio del Gran Premio. La RB viene sanzionata di 10 000 euro da parte della Federazione. Sergio Pérez viene convocato per aver proseguito con la vettura in condizioni non di sicurezza dopo essere stata danneggiata a seguito di un contatto con le barriere. La Red Bull Racing viene sanzionata di 25 000 euro da parte della Federazione, con il messicano penalizzato di tre posizioni sulla griglia di partenza del successivo Gran Premio di Spagna. George Russell e Oscar Piastri vengono convocati a seguito di una collisione tra i due piloti in fase di duello alle curve 13 e 14. Entrambi i piloti non ricevono sanzioni. I rappresentanti della Octane Racing Group vengono convocati a seguito di un'invasione di pista da parte degli spettatori prima della conclusione della gara. Gli organizzatori del Gran Premio ammettono che le misure di sicurezza non sono state adottate come previsto. Essi dichiarano di condurre un'indagine approfondita e adottare misure per porre rimedio in tempo per il prossimo Gran Premio del Canada, ed esprimono il loro disappunto poiché avevano già investito in modo significativo risorse per migliorare le misure di sicurezza, senza effetto desiderato. I commissari stabiliscono che gli organizzatori presentino un piano di riparazione alla FIA entro il 30 settembre 2024. Quest'ultimi sottolineano il fatto che l'obiettivo primario deve essere la prevenzione e il non ripetersi di un simile incidente, rendendo noto che in caso di recidiva un significativo impatto finanziario sarà oggetto di una sanzione.
Daniel Ricciardo è stato penalizzato di cinque secondi, con la penalità scontata durante una sosta ai box, per falsa partenza. Lando Norris non riceve sanzioni da parte dei commissari sportivi per essere uscito fuori dal tracciato e averne tratto un vantaggio, alla curva 1.